# Найджел Престон
Найджел Престон (англ. Nigel Preston; 4 квітня 1963, Бірмінгем, Велика Британія — 1 квітня 1992, Лондон, Велика Британія) — британський музикант, барабанщик гурту The Cult, записав з колективом два студійні альбоми, «Dreamtime» (1984), «Love» (1985). Грав у колективі до 1986 року, був звільнений за зловживання наркотиками. Престон рахувався як перший постійний барабанщик гурту The Cult. Грав і у інших колективах у якості барабанщика, грав також у відомому гурті «The Gun Club». Через свою наркотичну залежність Престон помирає від передозування 1 квітня 1992 року в Лондоні, за три дні до свого 29-річного дня народження.

## Джерело
1. ↑  Nigel Preston. Discogs (англ.). Архів оригіналу за 18 лютого 2021. Процитовано 5 серпня 2018.